# 砂糖の歴史

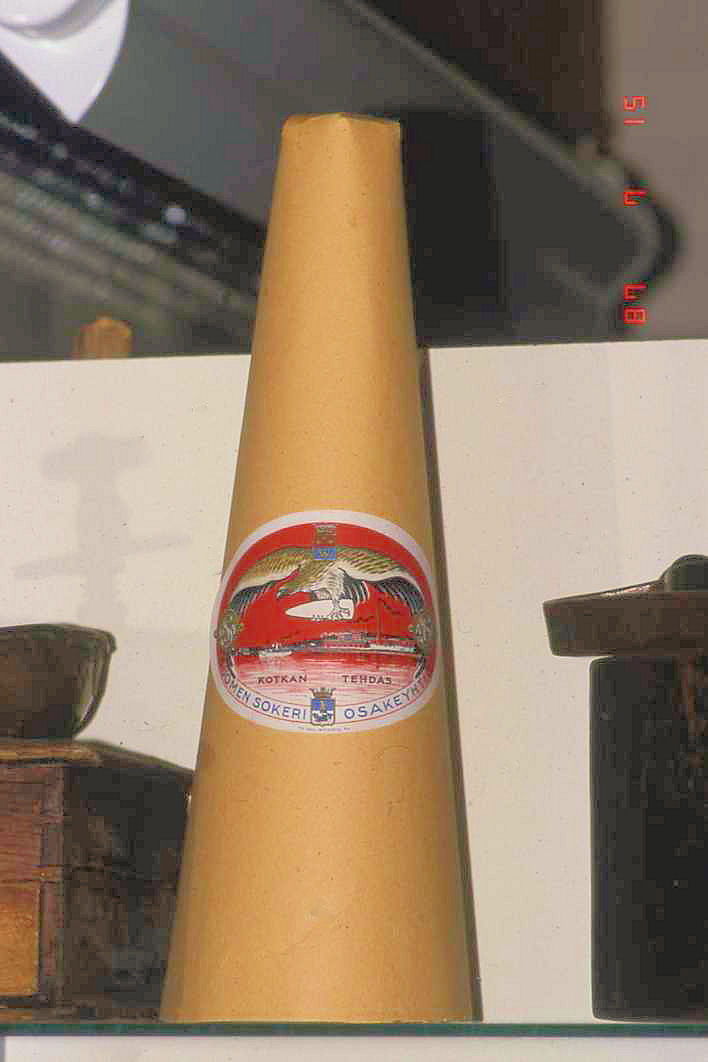
棒砂糖は18世紀の伝統的な砂糖の形だった。つまり、砂糖を砕くための斧やハンマー、使いやすい粒にするための砂糖挟みを必要とするほどのやや硬いシュガーコーンである。

砂糖の歴史（さとうのれきし）では、砂糖の製造史や利用史について解説し、さらに、砂糖の代用として用いられてきた甘味料についても触れる。
砂糖は21世紀現在のヒトの生活でおなじみの品である。初めて作られた時代から、精製された砂糖はずっと我々の毎日の生活の一部である。砂糖は1世紀前後に北インドのサトウキビから初めて生産された。その"sugar"という言葉の由来はサンスクリット語のサルカラ(Sarkara)で、インドから伝わった紀元前1500-1500年の間に書かれたサンスクリット文学はインドのベンガル地域にサトウキビの栽培と砂糖の生産に関する最初の記録を提供した。サンスクリットで、粗く精製された砂糖物質の名前はグダ(guda)で、「ボールやかたまりにすること」を意味している。

## 概要
砂糖の歴史には、6つの大きな転換点が存在する。
1. サトウキビという植物からサトウキビジュースを抽出。そしてその後紀元前8000年くらいに東南アジアでサトウキビを栽培。
2. 2000年あまり前、インドでサトウキビジュースから砂糖の生産の考案。続いて、紀元後インドで砂糖の粒の精製を改良。
3. 中世イスラム世界での生産方法の改良でサトウキビの栽培と生産が広がる。
4. 16世紀の初め、西インド諸島とアメリカの熱帯地域でのサトウキビの栽培と生産が広がる。続いて、17-19世紀の世界の西インド諸島やアメリカの熱帯地域の一部でより徹底的な生産改良。
5. 1738年、イタリアで結晶化した精製糖が生産され始める[2]。
6. 19-20世紀にテンサイ糖や高果糖コーンシロップやその他の甘味料の開発。

中世の終わりには世界中に知られていき、砂糖はとても高価で「ファインスパイス」として考えられていた 。しかし約1500年からは技術改良と新大陸に供給源ができたことにより、砂糖はより安い商品に変わり始めた。

## サトウキビ栽培の普及

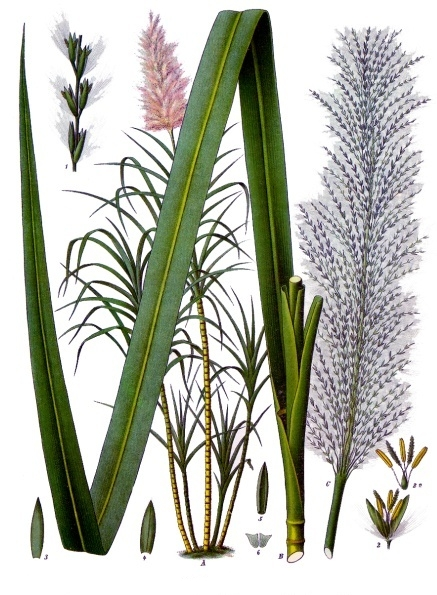
サトウキビ(学名：Saccharum officinarum)

ニューギニアの人々は紀元前8000年くらいにおそらく最初にサトウキビの栽培植物化をした。栽培植物化の後、その耕作は急速に東南アジアと中国南部に普及した。インドではサトウキビジュースを粒の砂糖に精製する過程が発達し、耕作と砂糖精製について学ぶためにしばしば(中国人のような)帝国からの使節がインドを訪れた。6世紀までに砂糖栽培と加工はペルシアに伝えられ、そこからその知識はアラブ拡張によって地中海に伝えられた。「(中世)アラブ人はどこに行こうとも、そこに砂糖の生産物や生産技術をもたらした」。
15世紀のスペインとポルトガルの調査と征服によりイベリアの南西に砂糖が運ばれた。エンリケ航海王子は1425年にマデイラ諸島にサトウキビを持ち込み、一方ではスペイン人は最終的にカナリア諸島を征服し、サトウキビを持ち込んだ。1493年、2回目の航海で、クリストファー・コロンブスは新世界、特にイスパニョーラ島にサトウキビの種をもたらした。

## サトウキビの最初の使用
サトウキビは熱帯の南アジアと東南アジアで生まれた。インドで生みだされたS.barberiやニューギニアからとれたS.eduleやS.officinruは異なる地域で生まれたおそらく異なる種である。
最初、人々は甘味を引き出すために生のサトウキビを噛んだ。インド人は約紀元後350年、グプタ王朝の間に砂糖を結晶化させる方法を発見した。
純正バターや砂糖の消費者であるインド人船員は様々な通商航路で砂糖を運んだ。旅をしている仏教の僧侶が砂糖の結晶化の方法を中国にもたらした。北インドでハルシャ・ヴァルダナ(606~647)が統治している間、唐の太宗皇帝(626~649)が砂糖への興味を明らかにした後、唐ではインド人使者がサトウキビ耕作の方法を教えた。そして中国はまもなく7世紀に初めてサトウキビ耕作を確立した。中国の文献によると砂糖の精製の技術を獲得するために、インドへ少なくとも２つの647年に創始された使節団を示したと分かっている。南アジア・中東・中国では、砂糖は料理やデザートの必需食料品になった。1792年、砂糖の価格は英国で徐々に高騰し、しまいには極めて高額になった。東インド会社は砂糖の価格を下げる手助けするように求められた。1792年3月15日、英国議会で政府閣僚は英領インドで精製された砂糖の生産に関連したレポートを提出した。 ベンガル地方の成立でJ・パターソン中尉は精製された砂糖は西インド諸島の砂糖よりも多くの優れた有利な点があり、かつ、かなり安いのでインドで生産できると報告した。
早期精製方法はジュースを抽出するために茎を挽いたり、すりつぶすことに関連し、それからジュースを煮詰めたり太陽で乾燥させると、砂利のように見える甘い固体が産出する。

## イスラム世界とヨーロッパでの中世におけるサトウキビ

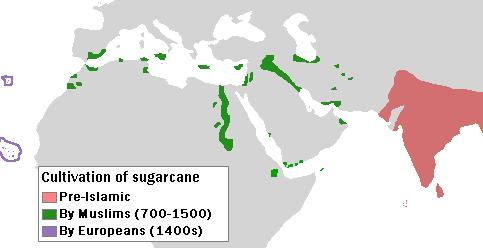
イスラーム以前の時期(赤で示した地域)、中世ムスリム世界(緑で示した地域)、15世紀までのヨーロッパ(紫で囲った島)において西側に砂糖が広がる様子

古代ギリシア人と古代ローマ人が砂糖を知っていたという記録はあるが、食べ物ではなく輸入された薬としてだけの使用であった。例えば、1世紀にギリシャ人医師であるペダニウス・ディオスコリデスは、インドやイエメンあたりで「アシからとれる"sakcharon"」というものが「膀胱や腎臓の痛みを和らげるために服用される」と述べている。1世紀に古代ローマ人であるガイウス・プリニウス・セクンドゥスもまた砂糖を薬として描写している。
中世の間、アラブ人の起業家はインドから砂糖精製の技術を取り入れ、この産業を広げた。時として中世アラブ人は砂糖製粉機や砂糖精製機が取り付けられた大農園を作ることもあった。熱帯原産であるサトウキビには、成長のために水も熱も多く必要である。人工灌漑の使用により中世アラブ世界の至る所にサトウキビ耕作が広まった。サトウキビは最初、9世紀頃から始まり、シチリア首長国期として知られるようになるシチリア島がアラブの支配下にあった時代から中世南ヨーロッパで広範囲に育てられてるようになった。シチリア島に加えて、そのときアル＝アンダルスとして知られていたスペインは砂糖生産の重要な中心地となった。砂糖はヨーロッパの至る所に輸出された。西洋の著作に砂糖消費に関する言及が増えることからして、輸入の量は中世末期にかけて増加したと考えられる。しかしサトウキビは費用のかかる輸入品のままであった。14～15世紀の1ポンドあたりの価格は、この時代にインド洋を超えて運ばれてきたメース(ナツメグ)、ショウガ、クローブ、コショウなどの熱帯アジアから輸入されたスパイスと同じくらい高かった。
クライブ・ポンティングは、10世紀までには、まずメソポタミア、そしてレバントや東部地中海にある島(特にキプロス)にサトウキビ栽培が導入されたことからその普及を調査した。ポンティングはまた、サトウキビが東アフリカ沿岸にも普及してザンジバルにまで到達したことについても言及している。
十字軍は聖地への出征後、ヨーロッパに砂糖を持ち帰った。12世紀の初めには、ヴェネツィアはティルスの近くの村をいくつか獲得し、ヨーロッパへの輸出品とするため砂糖を作る栽培地をもうけたが、ヨーロッパに存在する他の甘味料は蜂蜜だけで、砂糖はこれを補うようになった。十字軍の歴史を記録したギヨーム・ド・ティールは12世紀末に、砂糖を「最も貴重な製品であり、人が用い、健康を保つのに必須」だと書き記した。英語で最古の砂糖の記録は13世紀末頃のものである。 サトウキビ栽培は非常に労働集約的な産業であるため、ヨーロッパの砂糖生産者たちはしだいにアフリカから強制的に連れてきた人々による奴隷労働に依存するようになった。
1390年代により効率よくサトウキビの搾汁をする機械が開発され、アンダルシアやアルガルヴェの砂糖プランテーションが拡大するようになった。こうした動きはもともとはマデイラ諸島で1455年に始まったものであり、シチリアからアドバイザーを迎え、製糖工場に投入する資本はおおむねジェノヴァから来ていた。マデイラ諸島はアクセスがしやすく、ヴェネツィアの独占を出し抜きたいと強く思っていたジェノヴァやフランドルの商人が引きつけられ、1490年代までにマデイラ諸島はキプロス島に優る砂糖生産を誇るようになった。バレンシアのあたりではカスティーリャ王国の砂糖プランテーションで、アフリカから連れてこられた奴隷が働かされていた。

## 南北アメリカ大陸における砂糖栽培

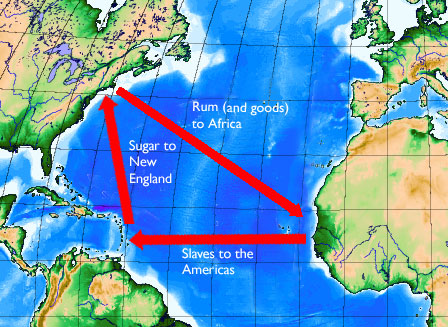
三角貿易の模式図。サトウキビの植え付けと収穫のため、奴隷がカリブの島々に輸入されるようになった。

ポルトガルがブラジルに砂糖を持ち込んだ。1540年までにはサンタカタリーナ諸島に800ものサトウキビ製糖所ができ、ブラジル北岸、デメララ、スリナムにもさらに2000ほどの製糖所があった。この地域で最初の砂糖の収穫はイスパニョーラ島で1501年に行われた。1520年代までには、キューバやジャマイカにも多数の製糖工場が作られた。
1550年になるまでに3000ほどの小さな製糖工場がこの地域に建設されたため、搾汁機に用いる鋳鉄の歯車、レバー、軸などの装置の需要がいまだかつてないほど高まった。砂糖生産の増加により、鋳型や鋳鉄の製造に関わる専門的な技術がヨーロッパで発達した。製糖工場の建造により、産業革命の始まりに必要となる技術が17世紀初頭には発展しはじめるようになっていた。
この時期の人々は、しばしば砂糖を麝香、真珠、スパイスなどの貴重な商品になぞらえた。とくにイギリスの植民地政策によって生産地が増えるにつれて、砂糖の価格は徐々に下がるようになった。かつては富裕層のみが楽しめるものだったが、砂糖の消費はだんだんと貧しい人々にも広がるようになっていった。砂糖の生産は北アメリカ本土の植民地、キューバ、ブラジルで増加した。初期の労働力には、ヨーロッパから来た年季奉公労働者や、地元のネイティヴアメリカンの奴隷などがいた。しかしながら天然痘などヨーロッパの病気と、マラリアや黄熱病などアフリカの病気のせいで、地元のネイティヴアメリカンの数がすぐに減少した。ヨーロッパ人もマラリアや黄熱病にとても弱く、年季奉公労働者の供給は限られていた。マラリアや黄熱病に対する抵抗力がより強く、アフリカの海岸地域から奴隷を豊富に供給できたため、アフリカから連れて来られる奴隷がプランテーションにおける労働力の主要な供給源となった。
18世紀には砂糖の人気がたいへん高まった。例えば、イギリスでは1770年の時点で1710年の5倍の砂糖が消費されるようになった。1750年には、砂糖は穀物を凌ぐ「ヨーロッパ貿易で最も貴重な商品」となった。当初、イギリスにおける砂糖の消費はほとんどお茶に入れる用途であったが、のちには菓子類やチョコレートが大変人気になった。イギリス人の多く、とくに子供たちはジャムも好んで食すようになった。

プランテーション経営者は、さらに生産量を増やす手法を開発しはじめた。新しい農法を用い、さらに先端的な搾汁機を発達させ、改良されたサトウキビを使い始めた。18世紀には、「フランスの植民地が最も成功しており、とくにサン＝ドマングにはより良い灌漑、水力、機械があり、新種の砂糖に注力したのとあいまって利益が増えていたので、成功が顕著だった」。

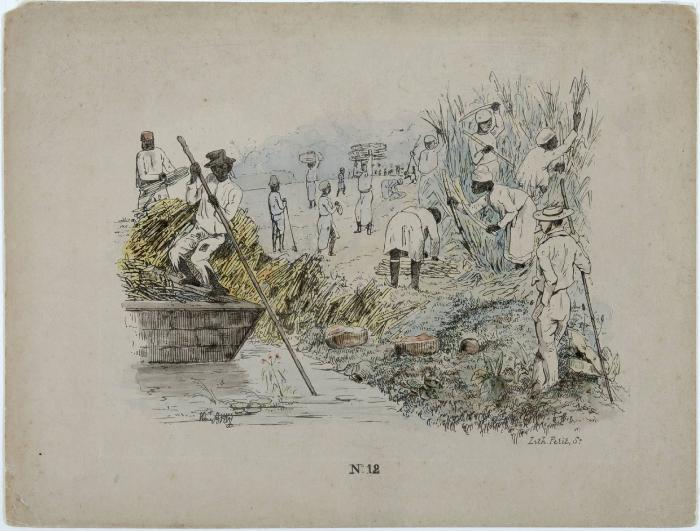
サトウキビプランテーションを描いた19世紀のリトグラフ、シオドア・ブレイ作。右側がヨーロッパから来た白人監督で、奴隷が収穫を行っている。左にはサトウキビ輸送に使う底の平らな船がある。

サトウキビのせいですぐに土壌がやせるため、19世紀にヨーロッパでの砂糖消費が増加し続けるにつれて、プランテーション経営者はより土壌が新鮮で広い島々を求めた。「イギリスにおける砂糖の平均消費量は1700年の1人あたり4ポンドから1800年18ポンドに増加し、1850年には36ポンドに、20世紀までには100ポンドを超える量になった」。19世紀には、この地域で唯一の山地がない主要な島であったため、砂糖を主作物とするキューバがカリブ海地域で最も富裕な地域になった。キューバの4分の3はなだらかに起伏した平地で、作物を植えるには理想的であった。キューバはサトウキビ収穫に際してより良い手法を採用していたこともあり、他の島よりも繁栄していた。水車や密閉式の炉、蒸気機関、真空鍋のような現代的な搾汁方法を採用していたのである。こうした技術のおかげで生産性が向上した。さらにキューバではカリブ海の他の島よりも長く奴隷制が残存した。

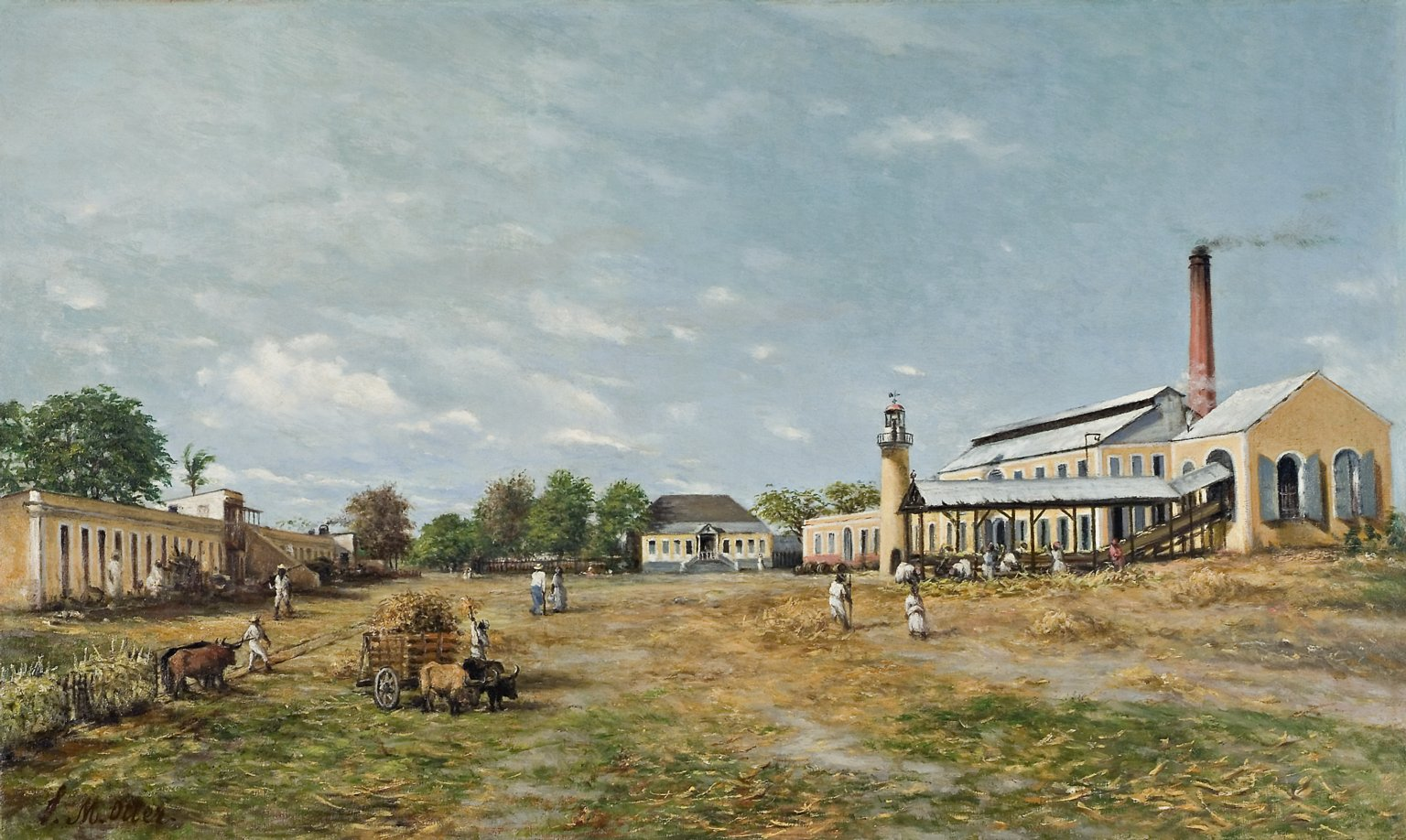
アシエンダ・ラ・フォルトゥーナ。プエルトリコの製糖工場である。1885年、フランシスコ・オレル作、ブルックリン美術館所蔵。

ブラジルでは長く砂糖の製造が根付いており、南アメリカの他の地域や、アフリカにできたより新しいヨーロッパの植民地にも広がった。太平洋地域の植民地にも広がり、フィジー、モーリシャス、ナタールでとくに重要な産業となり、オーストラリアのクイーンズランドでも砂糖栽培が始まった。新旧の砂糖プランテーションは奴隷ではなく年季奉公労働者を雇うことが多くなった。労働者は「世界中から集められ、(中略)長い時は10年にもわたってほとんど奴隷のような状況に置かれる。19世紀の後半には45万人以上の年季奉公労働者がインドから英領西インド諸島に移動し、ナタール、モーリシャス、フィジーに行く者もいて、こうした地域では人口の多数を占めるようになった。クイーンズランドでは労働者が太平洋の島々から移入してきた。ハワイでは中国や日本から労働者が移住した。オランダはジャワ島からスリナムへ多数の人を移動させた」。21世紀になってもサトウキビ産業には強制労働や児童労働が残り、深刻な状況を呈していることが知られており、規制強化が主張されている。

## テンサイ糖

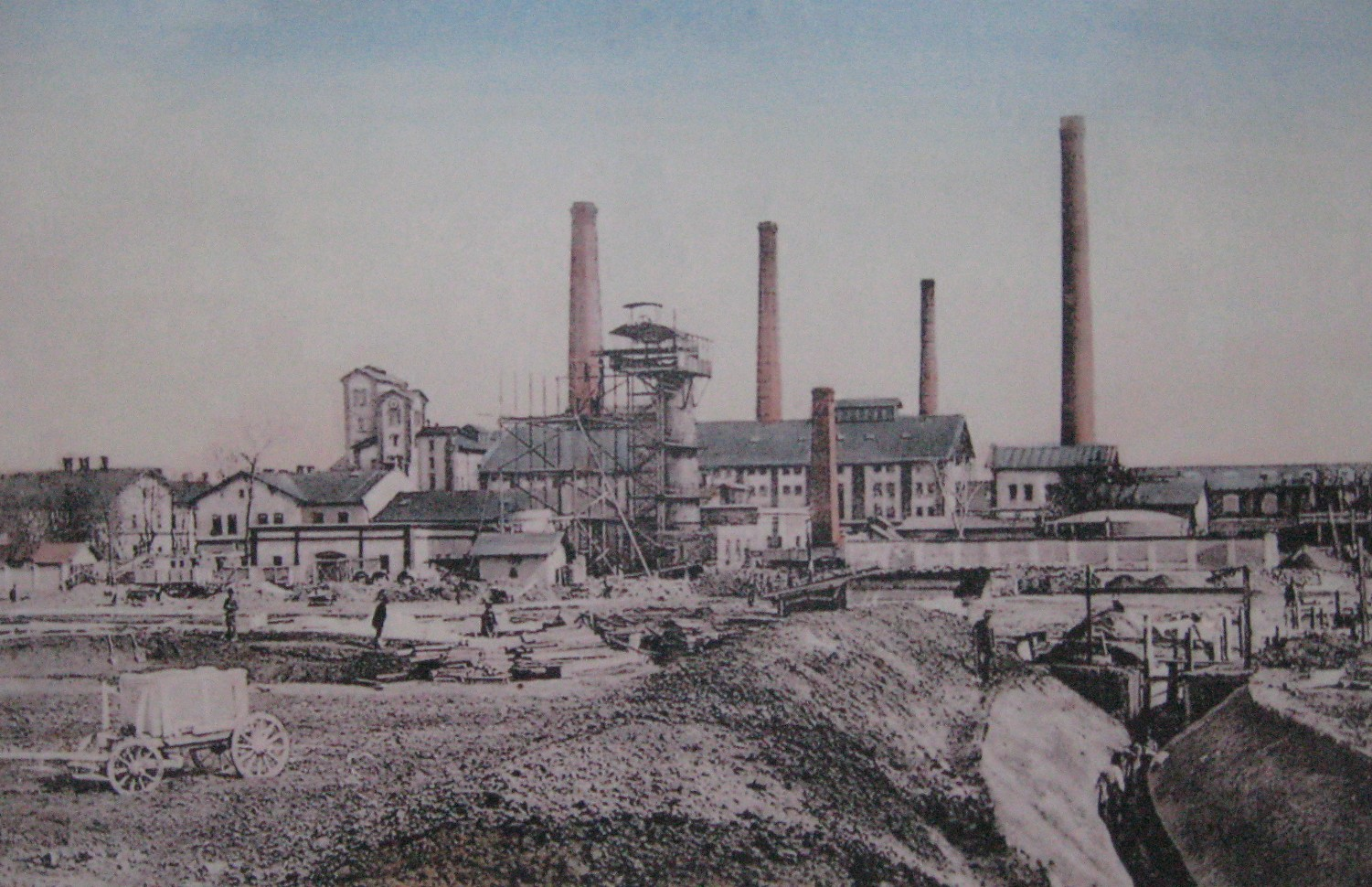
1854年にスロバキアのシュラニに立てられた製糖所(1900年に撮影)。

1747年にドイツの化学者アンドレアス・マルクグラーフがビートに含まれるスクロースを同定した。その後、マルクグラーフの弟子であったフランツ・アシャールがシレジアに製糖所を建て、テンサイから砂糖を生産することが行われるようになった。世界の砂糖の30%ほどがテンサイ糖である。

## その他の甘味料

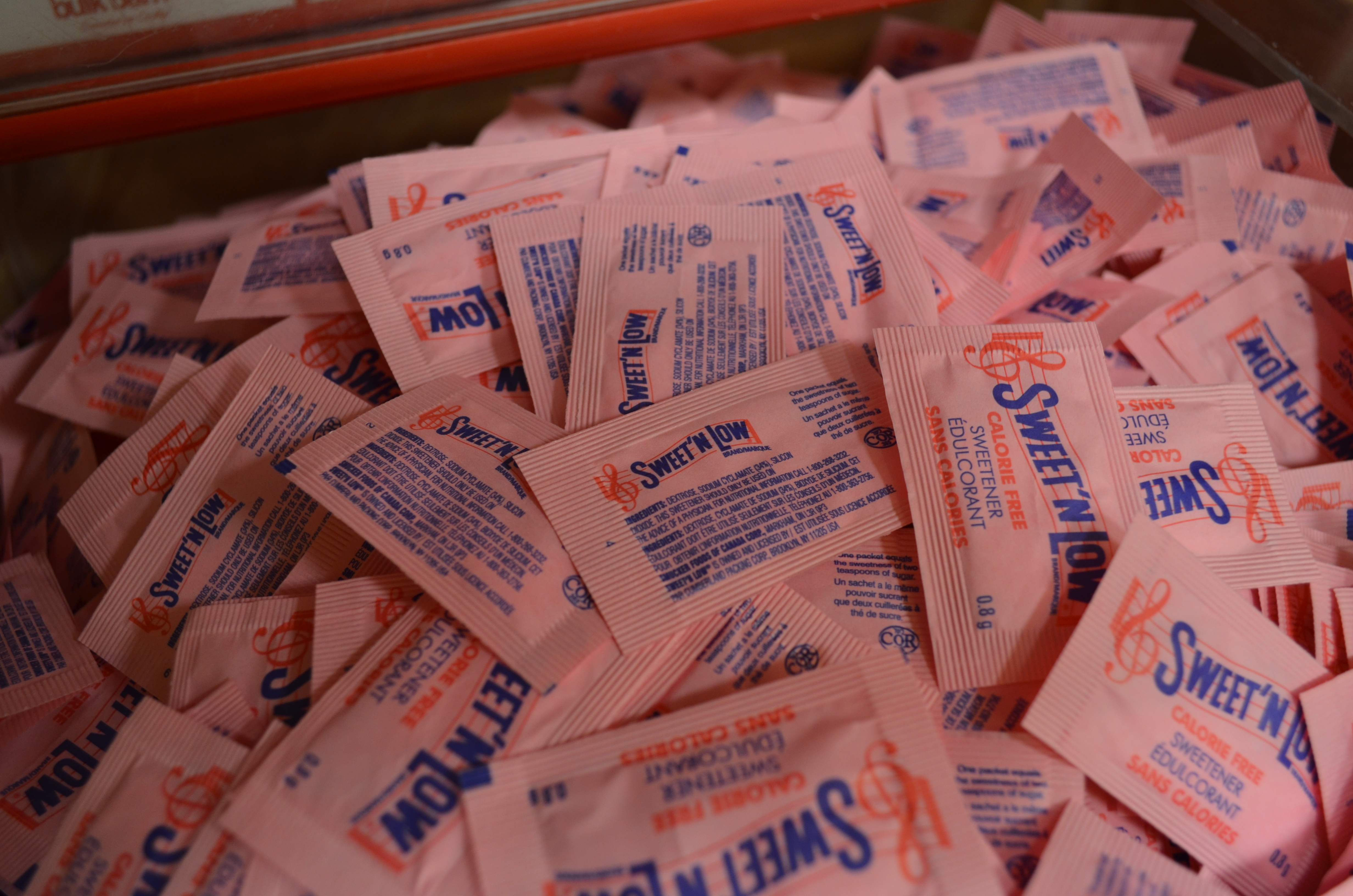
カナダで売られているチクロ系の甘味料

古くからイタヤカエデなどの樹液、ステビアや甘草などの植物が利用されてきた。
化学の発展により、ズルチン、チクロ、サッカリン、アセスルファムカリウムなどの様々な人工甘味料が開発されてきた。砂糖とは異なり、エネルギーにならない甘味料も存在するために、例えば糖尿病対策や肥満対策などに、そのような甘味料が砂糖の代わりに用いられる場合がある。ただし、人工甘味料の中には砂糖より甘く低価格ではあるが、ヒトに対する毒性が認められて禁止されたものも存在する。
アメリカ合衆国や日本などでは、異性化糖が砂糖の代わりに使われることがある。異性化糖は1957年、リチャード・O・マーシャルとアール・R・コオイにより初めて製法が開発された。